# Pleospora incerta
Pleospora incerta är en svampart som beskrevs av Crivelli 1983. Pleospora incerta ingår i släktet Pleospora och familjen Pleosporaceae.   Inga underarter finns listade i Catalogue of Life.